# Esquirol gegant de Stanger
L'esquirol gegant de Stanger (Protoxerus stangeri) és una espècie de rosegador de la família dels esciúrids. Viu a Angola, Benín, Burundi, el Camerun, la República Centreafricana, el Congo, la República Democràtica del Congo, Costa d'Ivori, Guinea Equatorial, el Gabon, Kenya, Libèria, Nigèria, Ruanda, Sierra Leone, Tanzània, Togo i Uganda. El seu hàbitat natural són els boscos de plana i les vores dels boscos. És una espècie en risc mínim, és a dir, no sembla que hi hagi cap amenaça significativa per a la seva supervivència.
Aquest tàxon fou anomenat en honor del geòleg i explorador britànic William Stanger.